# Gargaphia tuthilli
Gargaphia tuthilli är en insektsart som beskrevs av Drake och Carvalho 1944. Gargaphia tuthilli ingår i släktet Gargaphia och familjen nätskinnbaggar. Inga underarter finns listade i Catalogue of Life.